# Kostbares Blut Christi (Dörentrup)
Kostbares Blut Christi war eine römisch-katholische Pfarrkirche in Dörentrup im Kreis Lippe, Nordrhein-Westfalen. Sie war Filialkirche der Heilig-Geist-Kirche in Lemgo und gehörte zuletzt zum Pastoralverbund Lemgo-Nordlippe des Dekanats Bielefeld-Lippe im Erzbistum Paderborn.

## Geschichte
Nach dem Zweiten Weltkrieg wuchs die Zahl der Katholiken im Kreis Lippe an, so dass eine eigene Kirche in Dörentrup notwendig wurde. Sie entstand 1962/63 nach Plänen von Joachim-G. Hanke.  2003 wurde die Kirche ersatzlos abgebrochen, das Grundstück wurde verkauft und mit einem Wohnhaus überbaut.

## Architektur
Die Kirche bestand aus weiß getünchtem Sichtbeton und Mauerwerk. Die oberen Wandzonen wurden später mit Kunstschiefer verkleidet. Der Grundriss der Kirche wurde aus zwei sich durchdringenden Formen bestimmt. Ein Rechteck und ein Quadrat waren ineinander gesetzt und waren auch von außen durch verschiedene Höhen und Baumaterialien zu unterscheiden. Das höhere Quadrat wurde von einem Zeltdach gedeckt. Der Glockenturm erhob sich über dem Windfang und bestand aus vier Betonpfeilern auf quadratischem Grundriss die am oberen Ende kreuzförmig zusammenliefen. Die Glockenstube befand sich im oberen Drittel des Turmes. Dachkreuz und Hahn stammten von Bildhauer Friedel Denecke. Das Dachkreuz befindet sich heute in der Kirche St. Peter und Paul in Barntrup.

## Ausstattung
Die Kirche wurde von einem umlaufenden Lichtband von Hubert Spierling von 1963 beleuchtet. Die Ecken des Quadrates, die den rechteckigen Bau verließen, waren mit vertikalen Lichtbändern optisch getrennt. In der Ecke des Altares standen zwei Reliefs des Bildhauers Josef Rikus. Aus seiner Hand stammte auch der blockförmige Altar und der niedrige Tabernakel.